# Viktar Babaryka
Viktar Dzmitryevič Babaryka (in bielorusso Віктар Дзмітрыевіч Бабарыка?; in russo Виктор Дмитриевич Бабарико?, Viktor Dmitrievič Babariko; Minsk, 9 novembre 1963) è un banchiere e politico bielorusso, Presidente del Consiglio d'amministrazione di Belgazprombank dal 2000 al 2020 e figura politica di opposizione che si è candidata nel 2020 alle elezioni presidenziali. È considerato un "prigioniero politico". Dopo la sconfitta è stato detenuto dal governo bielorusso per attività finanziarie illegali..

## Biografia
Babaryka è nato nel 1963 a Minsk e nel 1982 si è diplomato alla scuola secondaria n. 92 di Minsk. Nel 1988, si è laureato presso la Facoltà di Meccanica e Matematica dell'Università Statale Bielorussa, nel 1995 all'Accademia della Pubblica Amministrazione sotto l'egida del Gabinetto dei Ministri della Repubblica di Bielorussia. Cinque anni dopo, ha terminato i corsi di master presso l'Università economica statale bielorussa.
Babaryka lavora nel sistema bancario della Bielorussia dal luglio 1995. Nel luglio 2000 è stato nominato presidente del consiglio di amministrazione di Belgazprombank. Il 12 maggio 2020 si è dimesso volontariamente da presidente del consiglio di amministrazione di Belgazprombank e ha dichiarato la sua intenzione di partecipare alle elezioni presidenziali bielorusse del 2020.. Il 19 giugno 2020, Babaryka è stato arrestato. Si ritiene che la detenzione sia politicamente motivata. Amnesty International considera Babaryka, suo figlio e altri membri dell'opposizione arrestati come prigionieri di coscienza.
Babaryka è stato tenuto a lungo in isolamento e senza possibilità di comunicazione; nel 2023 è stato ricoverato per un possibile pestaggio. In seguito Raman Pratasevič ha rivelato che lavora in un panificio per la colonia penale e ha pubblicato una sua foto.